# Леонард Орбан
Леонард Орбан (рум. Leonard Orban; нар. 28 червня 1961, Брашов) — румунський політик і економіст. Європейський Комісар з багатомовності (2007—2010). Не є членом жодної з партій, проте дотримується ліберальних і проєвропейських поглядів, прихильник більш тісної інтеграції Румунії та ЄС.

## Біографія
Народився 28 червня 1961 року в румунському місті Брашов. Його батько з походження угорець, мати — румунка. Від 1981 по 1986 рік навчався на факультеті машинобудування брашовського університету. Після його закінчення працював на тракторному заводі. З 1987 по 1992 рік навчався на економіста і менеджера в Економічній академії Бухареста.
З 1993 року бере активну участь у політичній діяльності. З 1993 по 2001 рік був парламентським Радником з європейських і міжнародних справ. У 2001 році він став членом Румунської команди переговірників про приєднання Румунії до ЄС. У грудні 2004 року він став головним переговірником і одночасно статс-секретарем Міністерства європейської інтеграції.
30 жовтня 2006 року Келін Попеску-Терічану запропонував його як кандидата в Європейську Комісію, президент комісії Жозе Мануель Баррозу прийняв кандидатуру. Зі схвалення європейського парламенту він був з січня 2007 по лютий 2010 Комісаром з питань багатомовності. Він став першим єврокомісаром від Румунії.
З 2008 року він є покровителем великого проекту «Мови без кордонів» Ґете-Інституту.
У травні 2012 року Леонард Орбан став румунським міністром у справах Європи в кабінеті Віктора Понта.